# Roderich Benedix
Julius Roderich Benedix, född 21 januari 1811, död 26 september 1873, var en tysk lustspelsförfattare.
Benedix var i sin ungdom skådespelare, och var senare journalist och föreläsare, samt ledde under 1840- och 1850-talen flera olika teatrar i Tyskland, bland annat stadsteatrarna i Köln och Frankfurt am Main, men ägnade sig sedan helt åt sitt dramatiska författarskap. Bland hans lustspel, av vilka flera med framgång spelats i Sverige, märks Doktor Wespe (1843), Die zärtlichen Verwandten (1866, svensk översättning Släktingar), och Das Stiftungsfest (1872). Benedix rådgivare för talare och föreläsare, Der mündliche Vortrag (1860), har utgetts i en mängd upplagor. Hans samlade dramatiska verk utgavs 1846-74 i 27 band.